# Luis Ángel Maté
Luis Ángel Maté Mardones (Madrid, 23 marzo 1984) è un ex ciclista su strada spagnolo.
È stato professionista dal 2008 al 2024.

## Palmarès

### Strada
- 2005 (Avila Rojas, una vittoria)

5ª tappa, 1ª semitappa Circuito Montañés (Solares > Santander)
- 2007 (Andalucía, una vittoria)

5ª tappa, 1ª semitappa Circuito Montañés (Polanco > Torrelavega)
- 2010 (Androni Giocattoli-Serramenti PVC Diquigiovanni, una vittoria)

6ª tappa Tour de San Luis (Quines > Merlo (Mirador del Sol))
- 2011 (Cofidis, le Crédit en Ligne, una vittoria)

4ª tappa La Route du Sud Cycliste - La Dépêche du Midi (Izaourt > Pau)
- 2023 (Euskaltel-Euskadi, una vittoria)

6ª tappa Giro del Portogallo (Penamacor > Guarda)
- 2024 (Euskaltel-Euskadi, una vittoria)

4ª tappa Volta a Portugal (Sabugal > Guarda)

#### Altri successi
- 2012 (Cofidis, le Crédit en Ligne)

Classifica scalatori Vuelta a Andalucía
- 2021 (Euskaltel-Euskadi)

Classifica scalatori Vuelta a Andalucía
- 2024 (Euskaltel-Euskadi)

Classifica scalatori Volta a Portugal

## Piazzamenti

### Grandi Giri
- Tour de France

2012: 130º
2013: 88º
2014: 31º
2015: 43º
2016: 55º
2017: 56º
- Vuelta a España

2011: 62º
2012: 47º
2013: 42º
2014: 19º
2016: 22º
2017: 24º
2018: 106º
2019: 102º
2020: 23º
2021: 30º
2022: 61º
2024: 65º

### Classiche monumento
- Milano-Sanremo

2009: 147º
2016: 115º
- Liegi-Bastogne-Liegi

2009: ritirato
2010: ritirato
2011: ritirato
2013: 117º
2014: 98º
2015: 81º
2016: 54º
2017: 99º
2018: 121º
2019: 82º
2020: ritirato
- Giro di Lombardia

2009: 116º
2016: ritirato
2017: 76º
2019: ritirato

### Competizioni mondiali
- Campionati del
 mondo

Doha 2016 - In linea Elite: ritirato

### Competizioni europee
- Campionati europei su strada

Plumelec 2016 - In linea Elite: 92º